# جوردي مونروي
جوردي مونروي (بالإسبانية: Jordy Monroy)‏ هو لاعب كرة قدم كولومبي في مركز ظهير ‏، ولد في 3 يناير 1996 في بوغوتا في كولومبيا. لعب مع إنديبنديينتي سانتا في.

## وصلات خارجية
- جوردي مونروي على موقع الاتحاد الأوربي (الإنجليزية)
- جوردي مونروي على موقع إي إس بي إن إف سي (الإنجليزية)
- جوردي مونروي على موقع قاعدة بيانات كرة القدم.إي يو (الإنجليزية)
- جوردي مونروي على موقع ناشيونال فوتبول تيمز (الإنجليزية)
- جوردي مونروي على موقع Soccerway.com (الإنجليزية)
- جوردي مونروي على موقع عالم كرة القدم.نت (الإنجليزية)
- جوردي مونروي على موقع AS.com (الإسبانية)